# آلان مايبوري
آلان مايبوري (بالإنجليزية: Alan Maybury)‏ (8 أغسطس 1978 بدبلن في جمهورية أيرلندا - ) هو لاعب كرة قدم أيرلندي في مركز الظهير. شارك مع منتخب جمهورية أيرلندا تحت 21 سنة لكرة القدم وRepublic of Ireland national football B team ‏ ومنتخب جمهورية أيرلندا لكرة القدم. أما مع النوادي، فقد لعب مع سانت جونستون وكولتشستر يونايتد وليدز يونايتد وليستر سيتي ونادي أبردين ونادي ريدنغ ونادي فالكيرك ونادي هيبرنيان وهارت أوف ميدلوثيان ونادي كرو ألكساندرا.

## وصلات خارجية
- آلان مايبوري على موقع قاعدة بيانات كرة القدم.إي يو (الإنجليزية)
- آلان مايبوري على موقع ناشيونال فوتبول تيمز (الإنجليزية)
- آلان مايبوري على موقع Soccerbase.com (لاعب) (الإنجليزية)
- آلان مايبوري على موقع عالم كرة القدم.نت (الإنجليزية)